# Línea 188 (Buenos Aires)
La línea 188 es una línea de colectivos del Área Metropolitana de Buenos Aires. Une la Plaza Italia, ubicada en el barrio porteño de Palermo con el Cruce de Lomas, ubicado en la intersección de la Avenida Juan XXIII y la Ruta Provincial 4, en el partido de Esteban Echeverría.
La línea es operada por la empresa Transportes Larrazabal C.I.S.A. que además opera las líneas 20, 117, 161, 421 y 514, y pertenece al Grupo DOTA. Además, esta línea cuenta con colectivos aptos para personas con movilidad reducida y tiene aire acondicionado.

## Ramales
La línea 188 posee varios ramales que realizan diferentes recorridos.

### Ramal 1 (Budge)

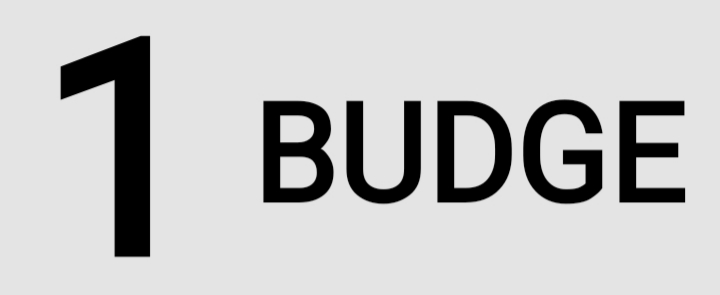
Cartel que indica el ramal 1 por Ingeniero Budge.

El primer ramal de la línea une el Cruce de Lomas con Plaza Italia, atravesando la localidad de Ingeniero Budge.
- Ruta Provincial 4
- Av. Juan XXIII
- Oslo
- Juan Meléndez Valdez
- Francisco Siritto
- Av. Juan XXIII
- Intendente Juan B. Tavano
- Homero
- Tabaré
- Quesada
- Andrés Bello
- Recondo
- Colectora de Camino Negro
- Recondo
- Mendoza
- Marco Avellaneda
- Islandia
- 1.º de Mayo
- Av. Gral. José de San Martín
- Gdor. Felipe Llavallol
- Cnel. Juan Medeiros
- Gdor. Carlos Tejedor
- Enrique Fernández
- Dip. Raúl Pedrera (Ex Juan José Atencio)
- Av. Bernardino Rivadavia
- Pte. Tte. Gral. J. D. Perón (Ex Valentín Alsina)
- Puente Alsina (Ciudad Autónoma de Buenos Aires)
- Remedios de Escalada de San Martín
- Av. Sáenz
- Lynch
- Enrique Ochoa
- Av. Amancio Alcorta
- Monteagudo
- La Rioja
- Av. Brasil
- Av. Jujuy
- Cástulo Castillo
- Av. Pichincha
- Av. Juan de Garay
- Alberti
- Humberto 1°
- Av. Jujuy
- Av. Pueyrredón
- San Luis
- Larrea
- Av. Córdoba
- Gallo
- Gral. Lucio Norberto Mansilla
- Jerónimo Salguero
- Av. General Las Heras

### Ramal 2 (Lisandro de la Torre)

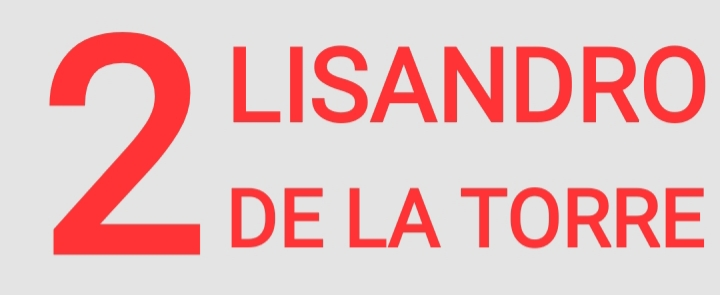
Cartel que indica el Ramal 2 por la calle Lisandro de la Torre.

Este ramal une el Cruce de Lomas con Plaza Italia, por medio de la calle Lisandro de la Torre, en lugar de la Av. Presidente Juan Domingo Perón.
- Ruta Provincial 4
- Av. Juan XXIII
- Euskadi
- Famatina
- Iparraguirre
- Olmos
- Intendente Juan B. Tavano
- Urunday
- Lisandro de la Torre
- Las Tropas
- Las Heras
- Colectora de Camino Negro
- Recondo
- Mendoza
- General Olazábal
- Boquerón
- Marco Avellaneda
- Carlos Pellegrini
- Coronel Osorio
- Coronel Domingo Millán
- Coronel Molinedo
- Coronel Osorio
- Av. Remedios de Escalada de San Martín
- Itapirú
- Av. J. D. Perón
- Av. Remedios de Escalada de San Martín
- Av. Sáenz
- Lynch
- Enrique Ochoa
- Av. Amancio Alcorta
- Monteagudo
- La Rioja
- Av. Brasil
- Av. Jujuy
- Cástulo Castillo
- Av. Pichincha
- Av. Juan de Garay
- Alberti
- Humberto 1°
- Av. Jujuy
- Av. Pueyrredón
- San Luis
- Larrea
- Av. Pueyrredón
- Gallo
- Gral. Lucio Norberto Mansilla
- Gerónimo Salguero
- Av. General Las Heras

### Ramal 3 (Camino Negro)

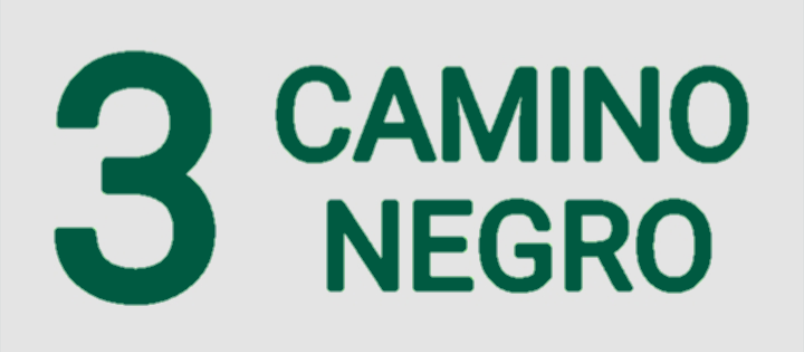
Cartel que indica el Ramal 3 por el Camino Presidente Juan Domingo Perón, conocido popularmente como "Camino Negro"

El tercer ramal también une el Cruce de Lomas con Plaza Italia, a través de la autopista Camino Negro.
- Av. Juan XXIII
- Oslo
- Juan Meléndez Váldez
- Francisco Siritto
- Av. Juan Domingo Perón
- Colectora de Camino Negro
- Recondo
- Mendoza
- General Olazábal
- Boquerón
- Marco Avellaneda
- Carlos Pellegrini
- Coronel Osorio
- Coronel Domingo Millán
- Coronel Molinedo
- Coronel Osorio
- Av. Remedios de Escalada de San Martín
- Itapirú
- Av. J. D. Perón
- Av. Remedios de Escalada de San Martín
- Av. Sáenz
- Lynch
- Enrique Ochoa
- Av. Amancio Alcorta
- Monteagudo
- La Rioja
- Av. Brasil
- Av. Jujuy
- Cástulo Castillo
- Av. Pichincha
- Av. Juan de Garay
- Alberti
- Humberto 1°
- Av. Jujuy
- Av. Pueyrredón
- San Luis
- Larrea
- Av. Córdoba
- Gallo
- Gral. Lucio Norberto Mansilla
- Gerónimo Salguero
- Av. Las Heras

## Servicio SemiRÁPIDO

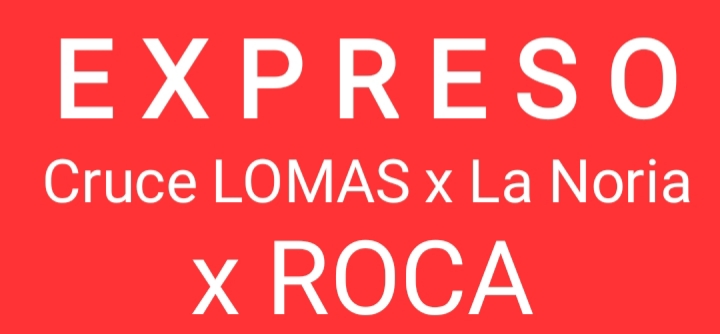
Cartel que indica el servicio Expreso de la línea.

La línea 188 también tiene un ramal semi rápido, que une el Cruce de Lomas con la Plaza Italia, pero este a diferencia de los ramales comunes, realiza paradas mucho más distanciadas, utiliza las autopistas por las que transcurre en lugar de las colectoras y además pasa por el Puente de la Noria ya que tiene una leve variación en su recorrido.
- Av. Juan XXIII
- Oslo
- Juan Meléndez Váldez
- Francisco Siritto
- Av. Presidente Juan Domingo Perón
- Av. General Paz
- Av. 27 de Febrero
- Av. Saenz
- Avenida Amancio Alcorta
- Monteagudo
- La Rioja
- Av. San Juan
- Av. Jujuy
- Av. Pueyrredón
- San Luis
- Larrea
- Av. Córdoba
- Gallo
- General Lucio Norberto Mansilla
- Jerónimo Salguero
- Av. Las Heras

## Lugares importantes que atraviesa
Algunos de los lugares que la línea 188 atraviesa son
- Universidad Nacional de Lomas de Zamora
- Estación Juan XXIII
- Tribunales de Lomas de Zamora
- Puente de la Noria
- Puente Alsina
- Estadio Tomás Adolfo Ducó
- Parque de los Patricios
- Estación Once
- Plaza Miserere
- Plaza Italia
- Hospital de Niños Dr. Ricardo Gutiérrez

## Pasajeros
| Año  | Pasajeros  | Pasajeros por día | Variación |
| ---- | ---------- | ----------------- | --------- |
| 2016 | 12 471 140 | 34 074            | 0,00%     |
| 2017 | 12 109 595 | 33 177            | 2,90%     |
| 2018 | 10 985 109 | 30 096            | 9,29%     |

## Galería

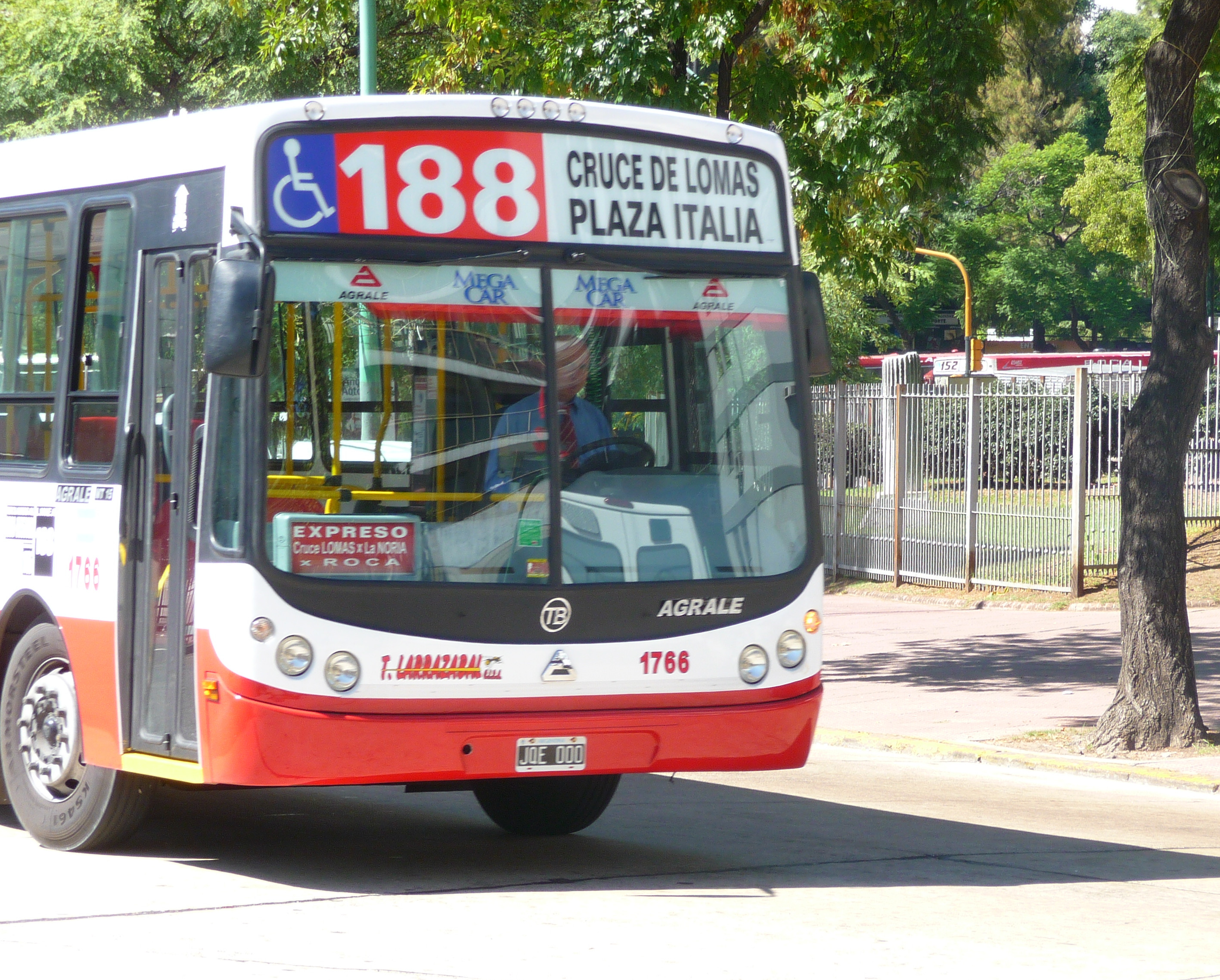
Una de las antiguas unidades de la línea.
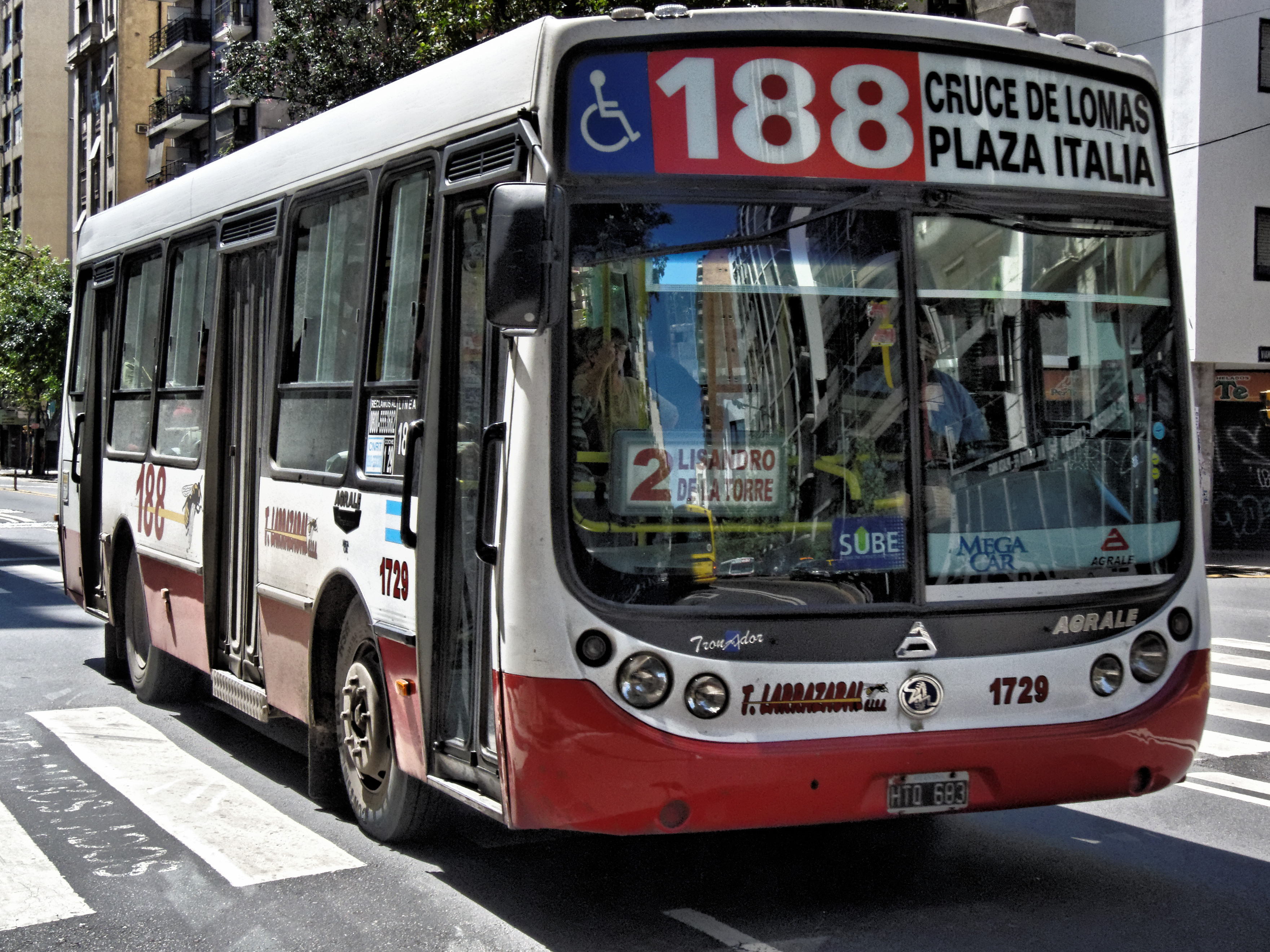
Un colectivo realizando el recorrido del ramal 2.